# Кечуа (народ)
Ке́чуа (кечуа Qhichwa runa) — индейский народ, проживающий в Южной Америке (Перу, Боливия, Эквадор, Аргентина, Колумбия, Чили) и являющийся наследником культурной традиции государства инков Тауантинсуйю.
К моменту завоевания испанцами — наиболее могущественный из народов Америки. По критериям археологии Старого Света, культура кечуа стояла тогда на большей высоте, чем культуры ацтеков и майя в Мексике, так как, в отличие от последних, находившихся в медном веке, вступила в бронзовый век.

## История и образ жизни
В основе социальной организации кечуа лежит община-айлью (ayllu), называемая также индейской общиной (comunidad indígena) и крестьянской общиной (comunidad campesina), которую объединяет кровное родство, общая территория и трудовая взаимопомощь членов общины (ayni) и общинное распределение плодов матери-земли, а также культ почитания общего тотемного предка (wak’a). Древнейшими общинами кечуа, о которых сохранилась память, были Янауара, Чумпиуилька, Котанера, Котапампа и Умасуйю. Ныне насчитывается много тысяч общин кечуа. Только в Перу в 2007 году насчитывалось свыше 6 тысяч официально признанных крестьянских общин кечуа и аймара, и число их постоянно увеличивается (в 1940 году их было 4623, в 1960-е годы больше 5 тысяч, перепись 1993 года зарегистрировала 5859 крестьянских общин с населением 807 834 человека, а по данным на декабрь 2009 года — 6067 крестьянских общин). В Боливии в 1950 году было 3779 общин. Перепись 2017 года в Перу зарегистрировала 6682 крестьянские общины с населением 3 020 502 жителя, в 4601 из которых говорили на кечуа, а кроме того индейцы кечуа были жителями 316 из 2703 туземных общин в зоне сельвы; 1406 крестьянских общин говорили на испанском языке, который в большинстве случаев заместил там язык кечуа; таким образом, в сумме выходит 5-6 тысяч общин кечуа только в Перу.
Основные занятия — земледелие и скотоводство, отчасти работа по найму в горнорудной отрасли, а также в качестве домашней прислуги.

## Оценка численности
Численность по последним имеющимся данным свыше 12 000 000 человек: 7 240 000 человека в Перу, 1 120 000 человек в Эквадоре, 2 900 000 человек в Боливии, 1 400 000 человек в Аргентине, 24 000 человек в Колумбии и 33 868 человек в Чили. По более старым данным кечуа составляли 47 % населения в Перу, 41,3 % в Эквадоре и 37,1 % в Боливии.
Многие кечуа (особенно в северных и центральных частях Перу и в Эквадоре) перешли на испанский язык, поэтому приводимая здесь численность представителей народа кечуа может не совпадать с численностью носителей языка кечуа в соответствующих странах. Так, численность носителей кечуа в Эквадоре оценивается в 2 137 520 человек, а также в 2,2 млн чел., но никак не более 2,5 млн.
В советской этнографии были приняты цифры, по которым получалось, что в 1980-х—1990-х годах кечуа составляли 34 % населения в Перу, 39 % в Эквадоре и 33 % в Боливии. Но с тех пор новые данные не приводятся, и в энциклопедиях застыла цифра 14,87 миллиона человек, являющаяся оценочной на конец 1980-х — начало 1990-х годов. Если применить такое же процентное соотношение к современным данным, получилось бы население кечуа в этих трёх странах на 2009 год в количестве 19 миллионов 129 тысяч человек, к которому необходимо прибавить население кечуа в Аргентине, Чили и Колумбии (на конец 1980-х — начало 1990-х годов оно оценивалось в 0,4 миллиона человек). В отношении Перу эти данные подтвердились результатами переписи 1993 года, по которым кечуа в этой стране составляли свыше 36 % населения, или около 8 миллионов человек, при том, что численность носителей языка кечуа по данным этой переписи не доходила и до 4 миллионов человек. В XXI веке неуклонно идет сокращение доли кечуа в населении стран. Так, по переписи 2017 года в Перу принадлежащими к народу кечуа себя назвали лишь 22,32 % населения в возрасте 12 лет и старше, а по переписи 2022 года в Эквадоре индейцами кечуа себя назвали чуть больше 6,6 % населения страны. В Боливии по переписи 2012 года этническими кечуа назвались менее 19 % населения; новая перепись в Боливии прошла в 2024 году.

## Галерея
- Женщина-кечуа с ребёнком (Перу)
- Группа кечуа (Перу)
- Женщина-кечуа с ламами (Перу)
- Женщина-кечуа с детьми (Перу)

- Женщина-кечуа (Эквадор)
- Мужчина-кечуа в традиционной одежде (Писак, Перу)
- Девочка-кечуа (Куско, Перу)
- Женщина-кечуа, продающая сувениры (Куско, Перу)